# Kastanoúla
Kastanoúla (Kastanoula) är en ort i Grekland.   Den ligger i prefekturen Nomós Aitolías kai Akarnanías och regionen Västra Grekland, i den centrala delen av landet, 210 km väster om huvudstaden Aten. Kastanoúla ligger 1 190 meter över havet och antalet invånare är 106.
Terrängen runt Kastanoúla är bergig åt nordost, men åt sydväst är den kuperad. Runt Kastanoúla är det glesbefolkat, med 12 invånare per kvadratkilometer. Närmaste större samhälle är Agrínio, 18,9 km sydväst om Kastanoúla. 